# Motocross delle Nazioni Europee
Il Motocross delle Nazioni Europee, conosciuto anche come "MX of European Nations" o con l'acronimo "MXoEN", è una competizione di motocross per i giovani talenti, organizzata dalla FIM Europa (FIM Europe), che si disputa dal 2000 tra squadre nazionali composte da piloti di vari paesi europei. Sono ammesse tre classi di cilindrate: 85cc, 125cc e 250cc (MX2). Dal 2013 è suddiviso tra nazionali maschili e femminili ("WMXoEN").
La competizione maschile si svolge su quattro manches: due disputate tra le classi 125cc e 250cc accorpate e due della classe 85cc. Ogni squadra è composta di quattro piloti: due, di età compresa tra gli 11 e 14 anni, gareggiano nella classe 85cc, uno di età compresa tra 13 e 7 anni su classe 125cc e uno di età compresa tra 14 e 21 anni su classe 250cc. Al termine viene stilata una classifica degli otto risultati di ogni nazione e viene scartato il peggiore.
La gara femminile si svolge su sole due manches e ogni squadra è composta di due piloti che gareggiano con 125cc 2T o 250cc 4T. Anche in questo caso viene stilata una classifica dei quattro risultati e viene scartato il peggiore.
I piloti gareggiano per il risultato individuale e per quello nazionale. I team nazionali e i piloti che li compongono vengono premiati con medaglia d'oro, medaglia d'argento e medaglia di bronzo, rispettivamente per il 1º il 2º e il 3º posto di classificazione.

## Albo d'oro

### MXoEN
| Anno | Località di svolgimento | Nazione vincente | Piloti vincenti                                                       |
| ---- | ----------------------- | ---------------- | --------------------------------------------------------------------- |
| 2015 | - Pietramurata di Dro   | Italia           | Morgan Lesiardo, Ivo Monticelli, Gioele Palance e Emilio Scuteri      |
| 2014 | - Pacov                 | Italia           | Michele Cervellin, Gianluca Facchetti, Joakin Furbetta e Paolo Lugana |
| 2013 | - Castelnau-de-Lévis    | Francia          | Ludovic Bompar, Nicolas Dercourt, Calvin Fonvieille e Benoit Paturel  |
| 2012 | - Kiev                  | Italia           | Samuele Bernardini, Davide Guarneri e Manuel Monni                    |
| 2011 | - Sevlievo              | Paesi Bassi      | Donny Bastemeijer, Herjan Brakke e Ceriel Klein Kromhof               |
| 2010 | - Markelo               | Paesi Bassi      | Glenn Coldenhoff, Marc de Reuver e Ceriel Klein Kromhof               |
| 2009 | - Černivci              | Paesi Bassi      | Herjan Brakke, Jeffrey Herlings e Mike Kras                           |
| 2008 | - Sevlievo              | Francia          |                                                                       |
| 2007 | - Gaildorf              | Italia           | Manuel Monni, David Philippaerts e Alex Salvini                       |
| 2006 | - Zărnești              | Italia           | Manuel Monni, Enrico Oddenino e Alex Salvini                          |
| 2005 | - Danzica               | Belgio           |                                                                       |
| 2004 | - Mladina               | Belgio           |                                                                       |
| 2003 | - Sevlievo              | Belgio           | Marvin van Daele, Peter Iven e Manuel Priem                           |
| 2002 |                         | Rep. Ceca        |                                                                       |
| 2001 | - Reil                  | Rep. Ceca        |                                                                       |
| 2000 | - Holice                | Belgio           |                                                                       |

### WMXoEN
| Anno | Località di svolgimento | Nazione vincente | Piloti vincenti                    |
| ---- | ----------------------- | ---------------- | ---------------------------------- |
| 2015 | - Pietramurata di Dro   | Italia           | Kiara Fontanesi e Francesca Nocera |
| 2014 | - Pacov                 | Italia           | Kiara Fontanesi e Francesca Nocera |
| 2013 | - Castelnau-de-Lévis    | Francia          | Livia Lancelot e Justine Charroux  |